# Olena Schupina
 Olena Hryhoriwna Schupina (ukrainisch Олена Григорівна Жупіна, * 23. August 1973 in Saporischschja) ist eine ehemalige ukrainische Wasserspringerin. Sie sprang sowohl im Kunst- als auch im Turmspringen sowie im 3-m- und 10-m-Synchronspringen. Sie nahm an drei Olympischen Spielen teil und gewann eine Bronzemedaille, bei der Weltmeisterschaft 1998 wurde sie zudem Doppelweltmeisterin.
Schupina nahm im Jahr 1996 in Atlanta erstmals an den Olympischen Spielen teil. Sie erreichte vom 3-m-Brett Rang fünf und vom 10-m-Turm Rang sechs. 2000 in Sydney wurde sie erneut Sechste vom Turm und gewann mit Hanna Sorokina im 3-m-Synchronspringen die Bronzemedaille. Das Duo holte damit die erste ukrainische Olympiamedaille im Wasserspringen. 2004 in Athen trat sie nur im Turmspringen an und landete auf Rang neun. Schupina erreichte somit in jedem ihrer olympischen Wettkämpfe das Finale.
Bei Schwimmweltmeisterschaften feierte Schupina im Jahr 1998 ihren größten Erfolg. In Perth gewann sie vom 10-m-Turm sowohl im Einzel als auch mit Switlana Serbina im Synchronspringen die Goldmedaille. 2001 in Fukuoka verpasste sie als Vierte vom 10-m-Turm und im 3-m-Synchronspringen eine Medaille jeweils nur knapp. Im 10-m-Synchronspringen wurde sie Achte. 2003 in Barcelona erreichte sie vom 10-m-Turm erneut Rang vier, vom 3-m-Brett Rang neun und im 10-m-Synchronspringen Rang sieben.
Erfolgreich war Schupina auch bei Schwimmeuropameisterschaften. Ihre erste Medaille gewann sie mit Bronze vom Turm 1993 in Sheffield. Die erfolgreichste Europameisterschaft erlebte sie 1999 in Istanbul. Im Einzel vom 10-m-Turm und mit Sorokina im 3-m-Synchronspringen gewann sie jeweils die Goldmedaille. 2000 in Helsinki gewann Schupina drei Medaillen. Sie errang Bronze vom Turm und mit Sorokina im 3-m-Synchronspringen und Silber mit Olha Leonowa im 10-m-Synchronspringen. 2002 in Berlin konnte Schupina mit Leonowa ihre Silbermedaille im 10-m-Synchronspringen verteidigen. Die letzte Medaille ihrer Karriere gewann Schupina mit Silber vom Turm bei der Europameisterschaft 2004 in Madrid.
Schupina beendete nach den Olympischen Spielen 2004 ihre aktive Karriere.